# Alfredo Roe Justiniano
Alfredo Roe Justiniano (Sant Rafel del Riu, Baix Maestrat, 20 de gener de 1954) és un polític socialista valencià, diputat a Corts Valencianes en les dues primeres legislatures.

## Biografia
Llicenciat en enginyeria industrial, abans de dedicar-se a la política treballà com a director gerent de l'empresa ABC Electronic, S.L.. Membre del PSPV-PSOE, fou elegit diputat a les eleccions a les Corts Valencianes de 1983 i 1987. De 1987 a 1991 fou secretari de la Comissió Permanent no legislativa de Seguretat Nuclear de les Corts Valencianes.
El 1991 deixà la política i fundà una fàbrica de mobles a Benicarló. Ha estat vinculat a l'Associació del Moble del Baix Maestrat i el juliol de 2007 fou elegit president de la Federació Espanyola de Fabricants i Indústries del Moble (Federmueble).
A les eleccions municipals espanyoles de 2011 va formar part de les llistes del PSPV-PSOE al municipi de la Jana en el número quatre mentre que a les eleccions municipals espanyoles de 2015 era el cap de llista.